# Ångslupen Munter

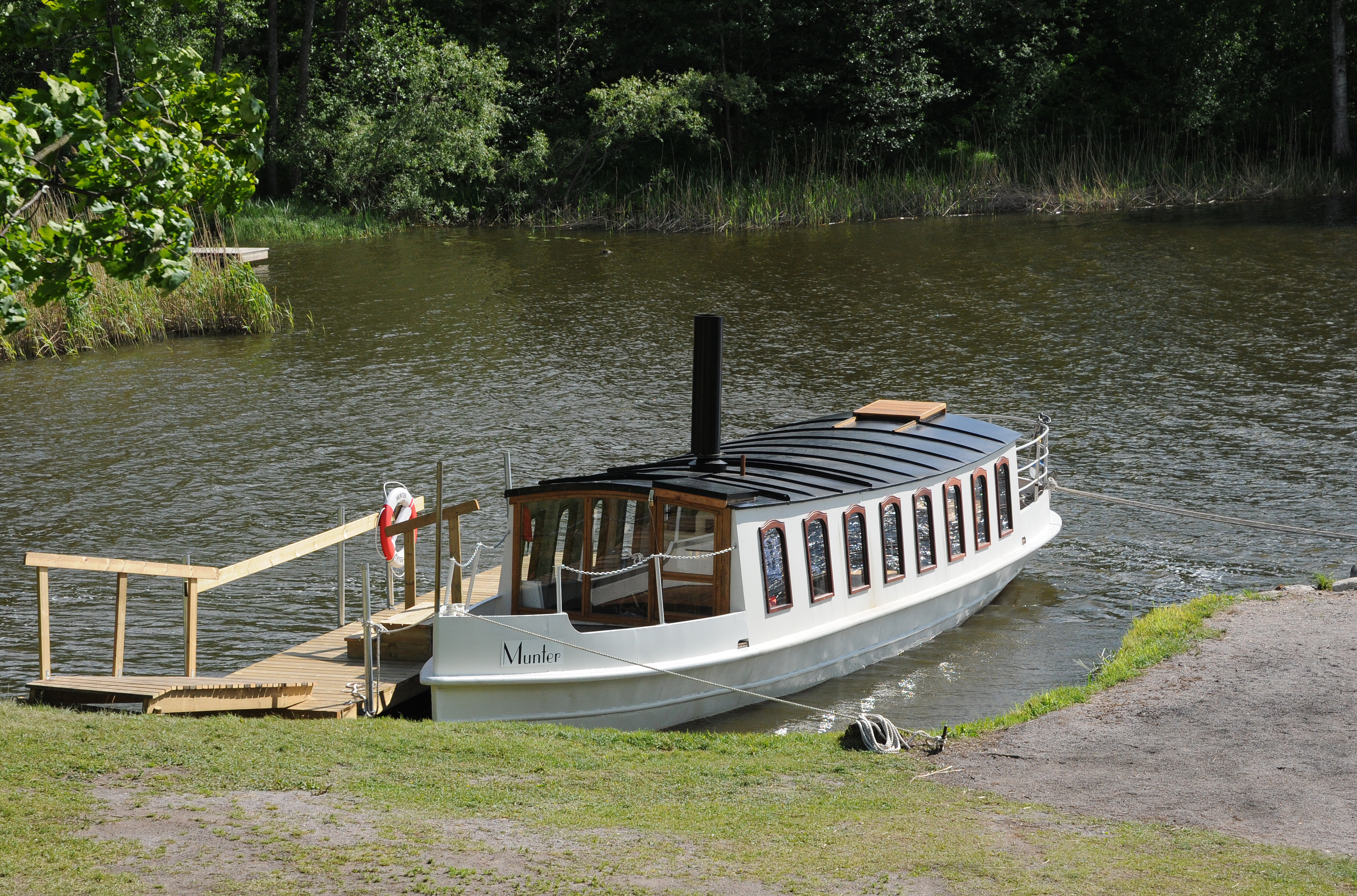
Ångslupen Munter vid hemmahamnen Pilgrimsbo i Vrena.

Ångslupen Munter är ett svenskt passagerarfartyg.
Hon byggdes på Lidköpings Mekaniska Verkstad i Lidköping 1879 på beställning av Gust. Bolander & Co i Göteborg för Erik Sparre på Torpa stenhus vid Åsunden. Hon gick ursprungligen i person- och godstrafik på Åsunden, och såldes omkring 1910 till Åsundens Trafikförening upa och efter en säsong vidare till Lars Sundberg, som  trafikerade henne på sjön Yngaren, med Vrena som hemmahamn. På Yngaren var hon i trafik in på 1940-talet, de senare åren som timmerbogserare. Därefter byggdes hon om till timmerbogserare, motoriserades och gick på sjön Båven för Backa-Hosjö AB, sedermera inlemmat i moderbolaget Holmens Bruk.
Ångslupen Munter upptäcktes 2002 upplagd sedan tio år i Sparreholm, varefter en nybildad vänförening renoverade henne fram till 2011. Hon är nu åter ångdriven med en ångmaskin från 1905 och går sommartid på Yngaren och Hallbosjön i Södermanland. 
Hon är k-märkt sedan 2010.